# Cloniocerus kraussii
Cloniocerus kraussii är en skalbaggsart som beskrevs av White 1855. Cloniocerus kraussii ingår i släktet Cloniocerus och familjen långhorningar.
Artens utbredningsområde är:
- Angola.
- Madagaskar.
- Moçambique.

Inga underarter finns listade i Catalogue of Life.